# Дубински, Брэндон
Брэ́ндон Дуби́нски (англ. Brandon Dubinsky; род. 29 апреля 1986 года, в Анкоридже, Аляска, США) — американский хоккеист, выступающий за команду Национальной хоккейной лиги «Коламбус Блю Джекетс».

## Игровая карьера
Брэндон начинал свою карьеру в родном Анкоридже, выступая за школьную команду. Также он выступал в течение четырёх лет за клуб юниорской лиги Портленд Уинтерхокс.

### Карьера в НХЛ
Дубински был выбран под общим 60-м номером на драфте НХЛ 2005 года командой «Нью-Йорк Рейнджерс». В течение большей части сезона 2006–2007 он играл за клуб АХЛ «Хартфорд Вулф Пэк». 8 марта 2007 года Дубински дебютировал в НХЛ в матче против «Нью-Йорк Айлендерс».
8 января 2008 года Брэндон забил свой первый гол в НХЛ, в победном матче против «Питтсбург Пингвинз». Большую часть сезона провёл в звене вместе с Яромиром Ягром и Шоном Эйвери. Дубински был одним из шестнадцати новичков отобранных для участия в матче молодых звёзд на матче всех звёзд 2008 года в Атланте. Он забил два гола и отдал одну передачу, и был назван Самым ценным игроком матча молодых звёзд. 13 апреля 2008 года в матче финала восточной конференции против «Нью-Джерси Девилз», Брэндон забил свой первый гол в плей-офф.
12 мая 2008 года Дубински оформил хет-трик на своём первом чемпионате мира в Галифаксе против сборной Норвегии. Сборная США одержала победу со счётом 9:1.
24 ноября 2008 года в матче против «Финикс Койотс» Дубински оформил хет-трик Горди Хоу. «Рейнджерс» победил со счётом 4:1, а Брэндон вместе с Хенриком Лундквистом и Николаем Жердевым были названы тремя звёздами матча. Дубински закончил свой второй полный сезон, заработав на одно очко больше, чем в предыдущем сезоне. Несмотря на мощный старт с победного гола в первой игре чемпионата и набранных 11 очков в 11 первых матчах в сезоне 2008–09, он также имел двадцатиматчевую безголевую серию. 15 апреля 2009 года Брэндон забил победный гол в третьем периоде первой игры плей-офф 2009 года против «Вашингтон Кэпиталз».
В начале сезона 2009–2010 Дубински стал ограниченно свободным агентом подписал новый двухлетний контракт на сумму $3,7 млн. 7 ноября 2009 года в матче против «Калгари Флэймз» Брэндон сломал руку и выбыл более чем на месяц.
Он вернулся на лёд 14 декабря в матче против «Атланты Трэшерз». Четыре игры спустя Дубински забил свой первый гол более чем за два месяца в победном матче против «Каролины Харрикейнз». Несмотря на отсутствие в течение месяца из-за травмы, он закончил сезон с рекордом карьеры по забитым голам.
После сезона 2010–2011 Дубински подписал новый четырёхлетний контракт на сумму $16,8 млн.
Летом 2012 был обменян в «Коламбус Блю Джекетс» как часть сделки по переходу Рика Нэша. В июле 2014 года подписал новый шестилетний контракт с «жакетами».

## Статистика
| Легенда | Легенда                    | Легенда | Легенда                   | Легенда | Легенда    |
| ------- | -------------------------- | ------- | ------------------------- | ------- | ---------- |
| И       | Количество проведённых игр | Штр     | Штрафное время            | +/−     | Плюс-минус |
| Г       | Голы                       | П       | Голевые передачи          | О       | Очки       |
| -       | Статистика неизвестна      | —       | Статистика не учитывалась |         |            |

## Личная жизнь
Дубински родился в Анкоридже, штат Аляска. Там живут его родители и два брата. Брэндон женат.